# 인민대학습당

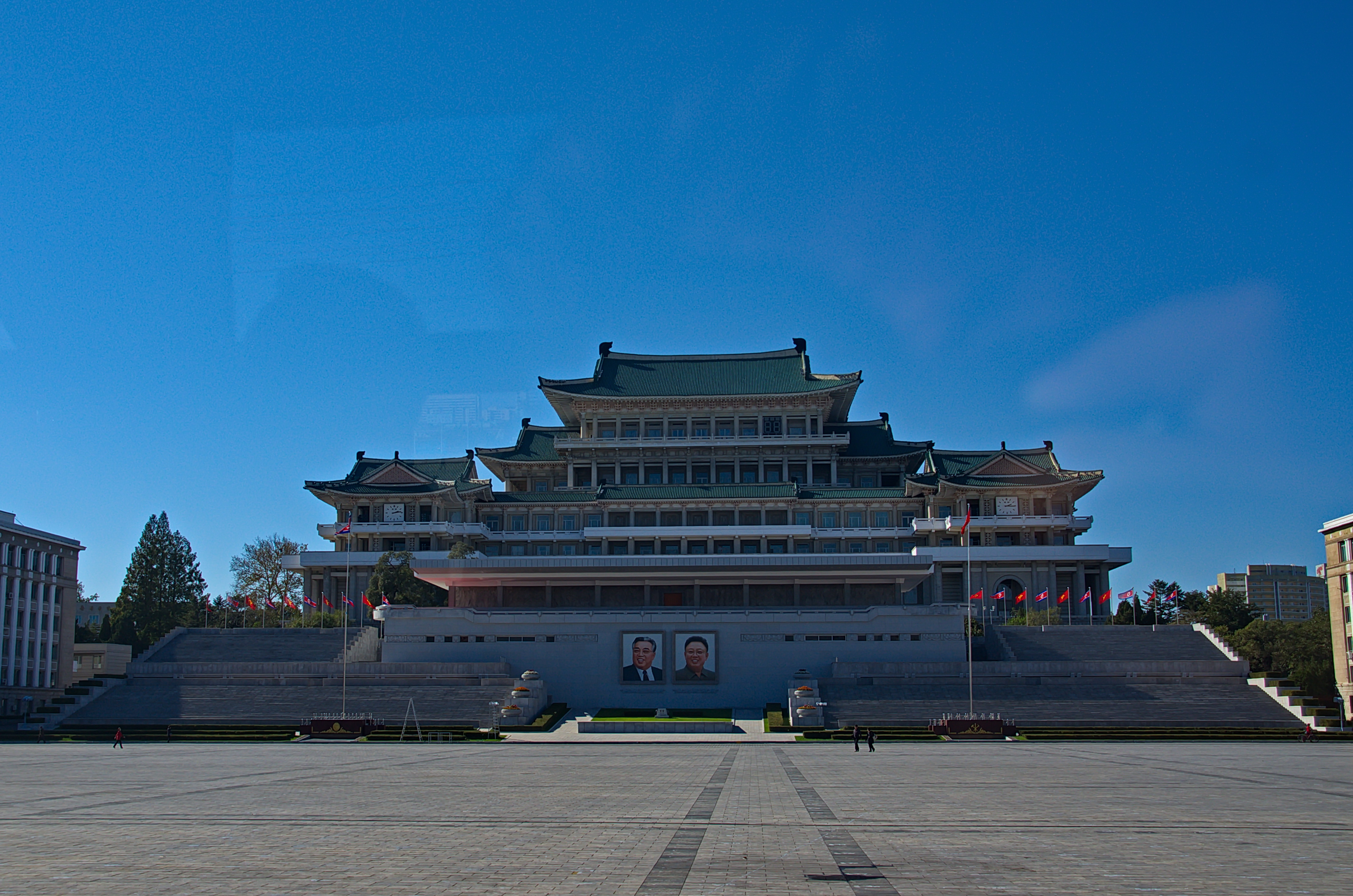
김일성광장에서 바라본 인민대학습당 2015년 10월 모습

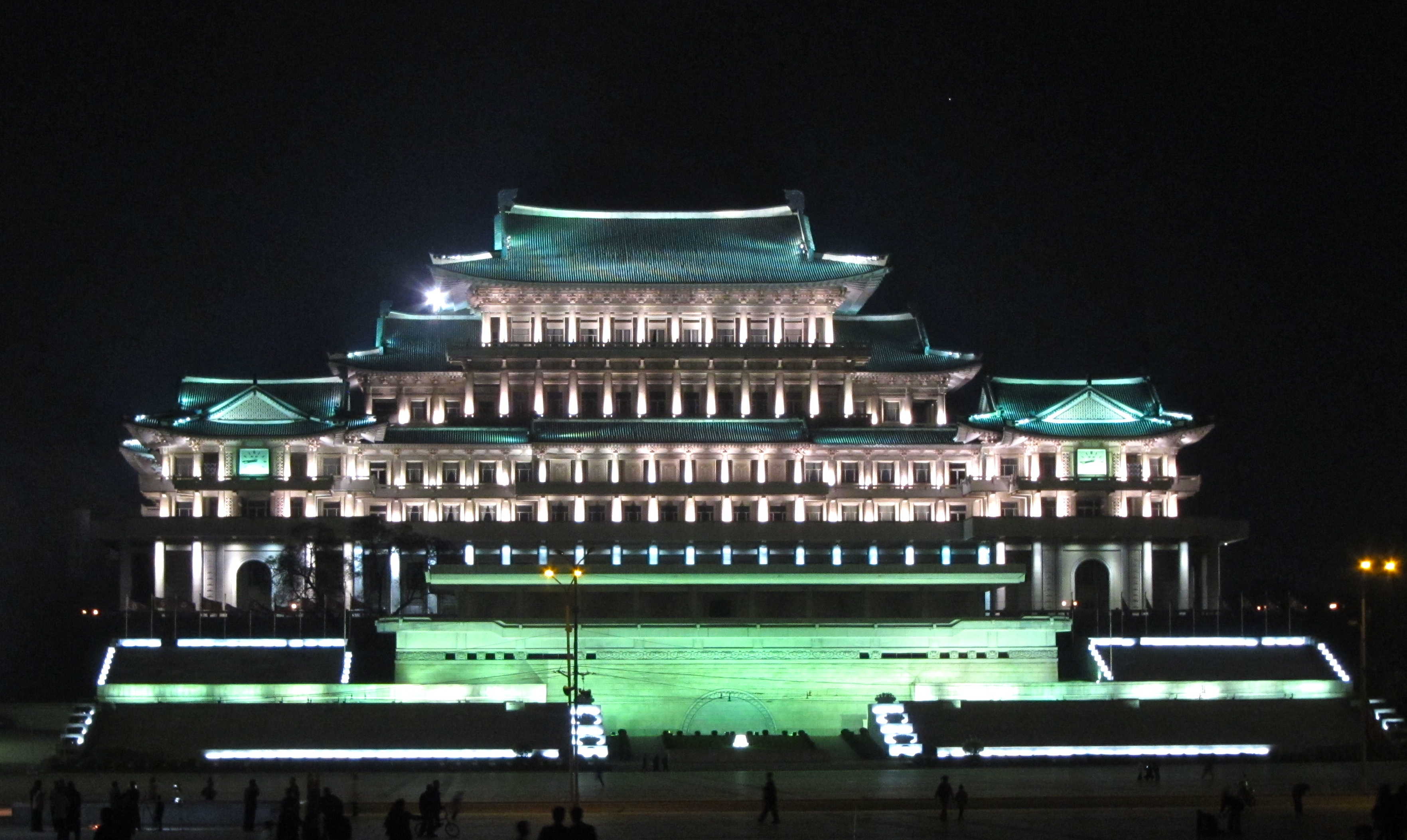
인민대학습당의 야경 2010년 5월 모습

인민대학습당(人民大學習堂)은 조선민주주의인민공화국의 대표적인 복합문화시설 중 하나이다.
1982년에 남산재(평양에 있는 산) 위에 처음 개관한 이 건물은 처음에는 정부청사를 세우려고 했지만, 김일성 주석이 이 건물을 지을 때 참여하여 "정부청사를 짓지 말고, 도서관을 세우자."라는 건의에 따라 도서관을 세우게 되었는데, 4만km2에 '조선식 합각지붕'으로 된 12층 건물이었다.
인민대학습당은 당초보다 훨씬 일찍 건립하기로 예정되어 있었으나 1973년 해당 부지에 김성애의 남동생인 김성갑이 자기 마음대로 그 자리에 김성갑 본인의 사저를 짓는 사건을 저질렀다. 이 때문에 당초 예상했던 날짜보다 건립이 훨씬 늦어지게 되었다. 이 사건으로 인해 김평일은 김일성의 후계구도에서 영원히 배제되었으며 김일성과 김성애는 사이가 멀어졌다. 또한 이 사건을 저지른 김성갑은 숙청당했다. 이 사건을 온천하에 까발린 김정일은 김일성에게 인정받아 후계자로 확정되었다.
북한의 출판보도물은 이 건물이 '조선식 건물의 특징'이자, "김일성 주석의 '이민위천'이 뜨겁게 어려 있는 건물"이라고 하면서, 매우 긍정적이고 다양한 평가를 내리고 있다.
이 건물은 한편 외국 귀빈들이 즐겨 찾고 있는 관광명소이기도 하다.
서적은 고서점을 비롯해 목판본, 활자본, 복사본을 포함, 외국에서 출판된 문학소설전집과 번역본들 어린이들이 읽을 수 있는 동화책까지 포함되어 있어서 매우 다양한 자료들을 보유하고 있으며, '녹음실', '학습실', '강의실'등 시청각교육을 받을 수 있는 곳도 있다.
북한의 주요 명승 중 하나인 인민대학습당은 김정일 국방위원장도 또한 여러 차례 방문했다고 북한의 매체들이 전하고 있다.
대학습당의 앞쪽에 대동강과 김일성광장이 있고, 김일성광장의 중심엔 승리거리가 있다. 북서쪽에는 최고인민회의 상임위원회가 열리는 만수대의사당과 평양학생소년궁전 등이 있다.